# 시노르니토사우루스
시노르니토사우루스(Sinornithosaurus)는 중생대 백악기 전기, 오늘날 아시아 대륙에서 서식한 2족보행의 육식공룡이다. 화석은 중국에서 발견되었다. 학명은 화석이 처음 발견된 지나(支那)에서 유래되었고, "지나 새 도마뱀"이라는 의미를 갖고 있다. 전체 몸 길이는 약 1.2m~2m, 체중은 10kg정도였으리라 추정된다. 발은 가늘고 길다. 몸 전체는 깃털로 둘러싸여 있다. 꼬리는 힘줄로 고정되어 있으며 막대기 모양이다. 이빨 구조가 독도마뱀과 비슷해서 독이 있었을 것으로 추정된다.